# Dílo národů
Dílo národů (anglicky: The Work of Nations) s podtitulem Příprava na kapitalismus 21. století je kniha Roberta Bernarda Reicha, bývalého amerického ministra práce (1993–1997) a profesora Brandeisovy a Harvardovy univerzity, která vyšla roku 1991 v USA. V Česku ji v překladu Miloše Caldy vydalo nakladatelství Prostor poprvé  v roce 1995, podruhé roku 2002. Dílo pojednává o problematice stále více se globalizující ekonomiky na přelomu 19. a 20. století.

## Obsah
Na začátku díla se Robert Reich zabývá ekonomickou historií. Rozebírá výhody, nevýhody a dopady merkantilismu. Uvádí konkrétní případy tohoto ekonomického systému. Popisuje také jeho přerod v hospodářský nacionalismus a uvažuje nad národními idejemi v jednotlivých ekonomikách.
Kniha se především zabývá analýzou problémů na přelomu 20. a 21. století ve Spojených státech a dalších vyspělých zemích světa. Do poloviny 20. století byla americká ekonomika založena na úspěchu velkých korporací. Státy spolu ekonomicky spolupracovaly jen velmi omezeně. Ke konci 20. století se prohloubila globalizace, což vedlo ke značným změnám. Díky moderním formám komunikace se začaly sdílet technologie, peníze a myšlenky. Tento proces je prospěšný pro technické pracovníky, které Reich nazývá „symbolickými analytiky“, přináší ale problémy zaměstnancům sektoru služeb a nekvalifikovaným pracovníkům. Dostávají se totiž do střetu s pracovními silami třetího světa, které mohou pracovat za velmi nízké mzdy. Kvůli tomuto jevu se tak ve Spojených státech zvětšují rozdíly mezi „symbolickými analytiky“ a zbytkem obyvatelstva. [1]
V názvu naráží Reich na ekonomického teoretika Adama Smithe a jeho klasickou práci. [2] V díle je také zmiňována teorie „neviditelné ruky trhu“ Adama Smithe.

## Téma
Robert Reich v knize Dílo národů problémy nejen definuje, ale navrhuje i jejich řešení. Například identifikaci tří kategorií pracovních sil. První z nich je podle Reicha skupina “běžných výrobních služeb”, tedy běžná mechanická práce obchodovatelná kdekoliv na světě, jejíž podíl na americkém trhu neustále klesá. Druhou kategorií jsou “osobní služby” jejichž hlavními rysy jsou individualismus a lokálnost. Jejich podíl na americkém trhu naopak stále roste.
Nejpodrobněji se Reich zabývá třetí skupinou “symbolických a analytických služeb”, které podle něj “zahrnují řešení a identifikaci problémů a strategické zprostředkovatelství”.[3] Tuto kategorii vnímá jako nejvíce perspektivní, neboť ji lze uplatnit na celosvětovém trhu, a ve 21. století zaujímají na trhu dominantní postavení. Tito “sociální analytici” mají většinou vysokoškolské vzdělání a jsou zvyklí na týmovou spolupráci, jejich práce nemusí být ovšem vždy hodnověrná.
Jiří Stehlík ve své recenzi Díla národů profese “symbolických analytiků” blíže specifikuje a klasifikuje. Do této kategorie podle něj spadají profese vědeckého zaměření (výzkumní pracovníci, univerzitní profesoři), uměleckého zaměření (architekti, spisovatelé, režiséři) a tzv. inženýři. Ty lze dále dělit na technické a provozní pracovníky a reprodukční a umělecké techniky.[4]
Poslední skupinou pracovníků v Reichově výčtu, tvořící zhruba jednu pětinu všech pracujících,  jsou profese působící v primárním sektoru (farmáři, horníci), státní zaměstnanci, zaměstnanci regulovaných odvětví (elektráren), zdravotníci a pracovníci obranných zařízení.

## Kompozice
Úvodem knihy je úvaha na téma národní ideje, zbytek knihy je rozdělen na čtyři tematické části. Celkem knihu tvoří dvacet pět kapitol. V první části autor analyzuje fenomén hospodářského národa dominující do druhé poloviny 20. století, druhá část se zabývá přechodem od ideje velkovýroby k vysokému zhodnocování produkce, rozvojem komunikačních sítí a globalizace. Čtvrtá část je věnována pojmu “symbolický analytik” a jeho významu. V poslední části Reich rozebírá problémy nové struktury společnosti.[5]